# Добровольный резерв гражданской милиции (ПНР)

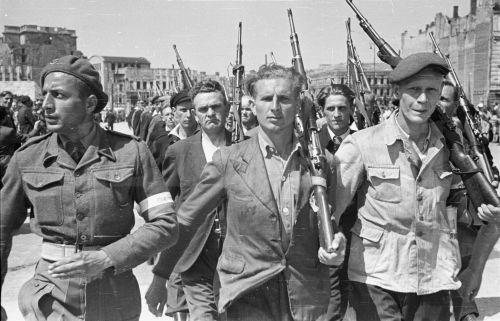
Члены Добровольного резерва гражданской милиции (ORMO), Варшава, 9 июня 1946 года.

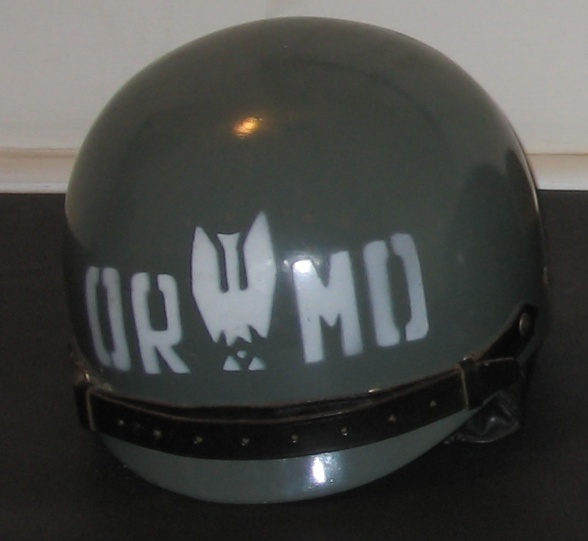
Шлем члена Добровольного резерва гражданской милиции (ORMO).

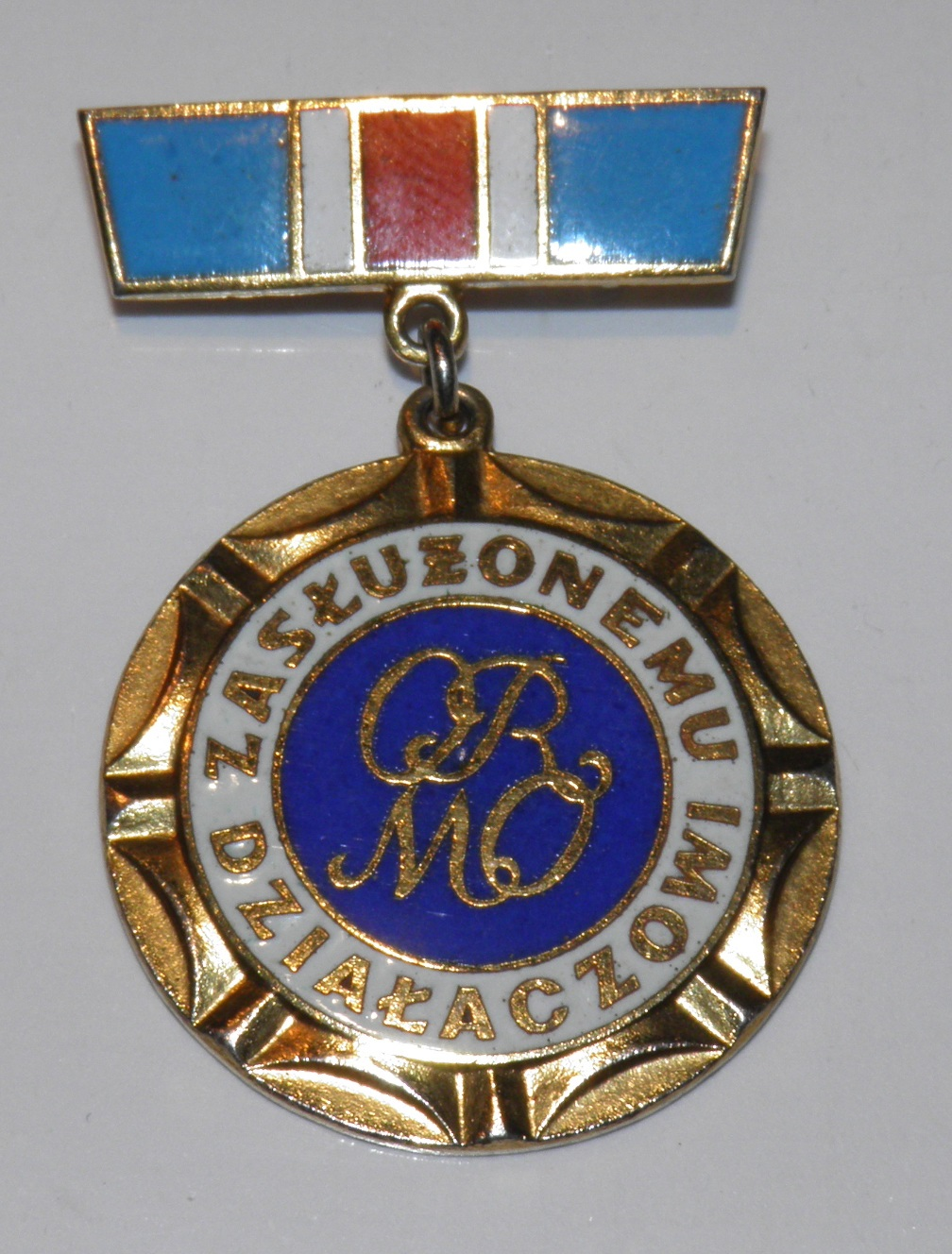
Знак заслуженного члена Добровольного резерва гражданской милиции (ORMO).

Добровольный резерв гражданской милиции (пол. Ochotnicza Rezerwa Milicji Obywatelskiej, ORMO) — парамилитарная организация польской компартии в 1946—1989.
Активно использовался против политической оппозиции, для подавления протестных выступлений. Ликвидирован в ходе смены общественного строя и трансформации Польской Народной Республики (ПНР) в Республику Польша  (Третью Речь Посполитую).

## Создание и применение

### Партийная потребность
Создание коммунистических парамилитарных формирований началось практически сразу после установления в Польше режима ППР. Соответствующее решение Крайова Рада Народова приняла 21 февраля 1946. Структуры ORMO формировались при воеводских органах безопасности под контролем и руководством местных организаций ППР. Членский состав комплектовался из активистов ППР и союзных коммунистам организаций. Высшее руководство ORMO осуществлял партийный куратор органов государственной безопасности Якуб Берман.

Нужно создать милицейский резерв в воеводствах, повятах, городах и сёлах. Нужна организация для победы на выборах, которая перед выборами будет бороться с бандами на протяжении многих дней.
Владислав Гомулка, выступление в ЦК ППР 10 февраля 1946 года

Первоначально в задачу ORMO ставилась поддержка правительственных сил против антикоммунистической оппозиции. Вооружённые подразделения ORMO участвовали в боях с отрядами Армии Крайовой. Но ещё более важной функцией являлось обеспечение силового контроля над обществом.

### Давление и слежка
ORMO сыграли ключевую роль в фальсификации референдума 30 июня 1946, на котором коммунисты добились согласия на ликвидацию сената (укрепление новой политической системы), национализацию промышленности (советизация экономики при формальной оговорке о гарантиях частного предпринимательства) и земельную реформу (передел земельных владений с последующей коллективизацией), а также на установление западной границы по Одеру — Нейсе. На всех избирательных участках были выставлены вооружённые патрули ORMO, оказывавшие давление на избирателей. Аналогичные действия были предприняты на выборах в сейм 19 января 1947. До 100 тысяч бойцов ORMO терроризировали избирателей по всей стране.
Формирования ORMO использовались для выявления и арестов противников режима, изъятия ресурсов у предпринимателей, торговцев и крестьян-единоличников. Из членов ORMO комплектовалась сеть осведомителей на промышленных предприятиях. 

### Против забастовок
Во время студенческих волнений марта 1968 именно ORMO использовались для прямого насилия. Бойцы ORMO врывались в аудитории, нападали на студентов и избивали их. Такие действия отмечались в Кракове, Люблине, Гливице, Вроцлаве, Гданьске, Познани. Были захвачены и переданы в руки милиции более 2,7 тысячи студентов-забастовщиков.
Против рабочих забастовок применение ORMO было гораздо более ограниченным — здесь использовались профессиональные спецподразделения ЗОМО. Однако во время протестов лета 1976 отряды ORMO были стянуты к бастующим предприятиям.

## Организация и виды использования

### Структура по направлениям
ORMO структурировались по территориальному принципу и замыкались на соответствующие комитеты ПОРП. Оперативное командование осуществляли воеводские штабы, которые обычно возглавлялись партийными секретарями. Заместителями начальников штабов, на которых возлагалось руководство в текущем режиме, как правило являлись отставные офицеры милиции, реже армии или пожарной охраны. Закона, регулирующего деятельность ORMO, в ПНР не было. В отсутствии формально-правовой базы управление осуществлялось по партийным директивам и внутреннему оргрегламенту.
В структуре ORMO, особенно после 1969, выделились два основных подразделения — Oddziały Zwarte (OZ, подсобная оперативная служба) и Brygady Ruchu Drogowego (BRD, подсобная структура автоинспекции). OZ выполняли функции советских ДНД при милиции, вплоть для «ловли стиляг» и принудительных доставок в парикмахерские, и взаимодействовали с ЗОМО в подавлении оппозиции, а также при обеспечении порядка на массовых мероприятиях (спортивные соревнования, культурные фестивали, официальные демонстрации). BRD наблюдали за соблюдением правил автовождения (они имели право задержания нарушителей, но обязаны были сдавать их милиции, без самостоятельного наложения штрафов). Эта структура использовалась для привлечения в ORMO граждан, в том числе представителей интеллигенции.

### Форма, вооружение, мотивация
Члены ORMO имели униформу двух типов — повседневную и праздничную. Повседневная была почти точной копией обмундирования ВВС ПНР, за исключением воинских знаков различия. Головным убором являлся синий берет. Бойцы OZ на операциях надевали специальные шлемы. Знак принадлежности к ORMO — польский орёл над контурами завода, скрещёнными винтовками и колосящимся полем — отличался небольшими размерами и не бросался в глаза.
В первые годы существования, в период гражданской войны, отряды ORMO вооружались винтовками и пистолетами-пулемётами. Впоследствии им выдавались дубинки и газовые пистолеты, изымавшиеся после проведения акций. Права на владение огнестрельным оружием члены ORMO, как гражданские лица, не имели.
Членам ORMO не выплачивалось повременное содержание, но практиковались крупные денежные премии и многочисленные социально-бытовые льготы — квартиры вне очереди, автомашины, улучшенное медобслуживание, престижное трудоустройство.
К 1980 численность ORMO достигала 450 тысяч человек.

## Кризис и ликвидация
Партийное руководство не решилось использовать ORMO против забастовочного движения в августе 1980. Многие члены ORMO оказались деморализованы размахом движения Солидарность. В ноябре-декабре 1981, при наибольшем обострении политической ситуации, партийная пропаганда предупреждала о возможных нападениях на членов ПОРП и бойцов ORMO, однако ни один такой случай не был зафиксирован (во всяком случае, не был предан огласке).
В период военного положения подавление «Солидарности» и протестных акций было возложено на ЗОМО, милицию и армию. ORMO при этом почти не применялись — поскольку в этих формированиях состояло немало выходцев из рабочей среды, партийное руководство не было уверено в их благонадёжности. Лишь изредка к разгону демонстраций привлекались отдельные OZ. Последующие расследования Института национальной памяти выявили ряд случаев, когда члены ORMO использовались для провокаций на протестных акций с избиениями участников.
Несколько чаще ORMO использовались для охраны отдельных партийных руководителей местного уровня. Из них формировались Grupy samoobrony partyjnej — «Группы партийной самообороны» (более 3 тысяч человек в Варшаве, до 60 тысяч по всей стране). 3 февраля 1982 командование гражданской милиции по инициативе министра внутренних дел Чеслава Кищака и по согласованию с организационно-административным отделом ЦК ПОРП учредило Oddziały Polityczno-Obronne — «отделы политической обороны». Эта организация, построенная по армейской модели (взводы, роты, батальоны), укомплектованная самыми проверенными членами ORMO, использовалась для помощи госбезопасности и ЗОМО. Однако в основном функции ORMO в 1980-х сводились к демонстрации «народной поддержки политики ПОРП», пропаганде и психологическому давлению на противников режима.
Вокруг ORMO сложилась атмосфера общественного негодования, презрения и обструкции. Количество бойцов резко сократилось из-за массового выхода. Попытки партийного руководства и милицейского начальства реанимировать организацию оставались безрезультатными. Решение сейма о роспуске ORMO, принятое 23 ноября 1989 года, лишь констатировало фактическую смерть организации.